# Maracujà
El maracujà, fruita de la passió o granadilla (Passiflora edulis) és una espècie de passiflora conreada pel seu fruit.
És originària de l'Amèrica del Sud i es conrea comercialment en molts països, com l'Índia, Nova Zelanda, diversos països del Carib, Brasil, Colòmbia, Equador, Indonèsia, el Perú, Austràlia, Palestina-Israel, Àfrica del Sud i els Estats Units (a les zones de clima mediterrani o tendent a tropical, com Califòrnia, Florida i Hawaii).

## Característiques
N'hi ha dos tipus o potser dues espècies: una varietat groc brillant de gran mida, cultivada com a portaempelt per la varietat porpra.
El maracujà té un fruit de rodó a oval, groc o porpra quan madura. A l'interior té un suc de tou a ferm amb moltes llavors.

## Usos
- A Austràlia, es troba comercialitzat fresc i enllaunat. S'afegeix a amanides de fruites en postres i per posar a sobre de pastissos.
- Al Perú, es fa servir en postres i es beu el suc sol o en combinacions.
- A la República Dominicana, se'n fan suc i melmelades o es menja el fruit cru amb sucre.
- A Sud-àfrica, es fa servir per a donar gust als iogurts o per a fer begudes no alcohòliques com Schweppes Sparkling Granadilla.